# Монголия на летних Олимпийских играх 1988
Монголия принимала участие в Летних Олимпийских играх 1988 года в Сеуле (Корея) в шестой раз за свою историю, и завоевала одну бронзовую медаль. Сборную страны представляло 28 спортсменов, в том числе 4 женщины.

## Бронза
- Бокс, мужчины — Нэргуйн Энхбат.